# Luigina Fasòli
Luigina of Gina Fasòli (Bassano del Grappa, 5 juni 1905 – Bologna, 18 mei 1992) was een Italiaanse hoogleraar in middeleeuwse geschiedenis. Zij was hoogleraar aan de universiteit van Catania (1950-1957) en de universiteit van Bologna (1957-1981).

## Levensloop

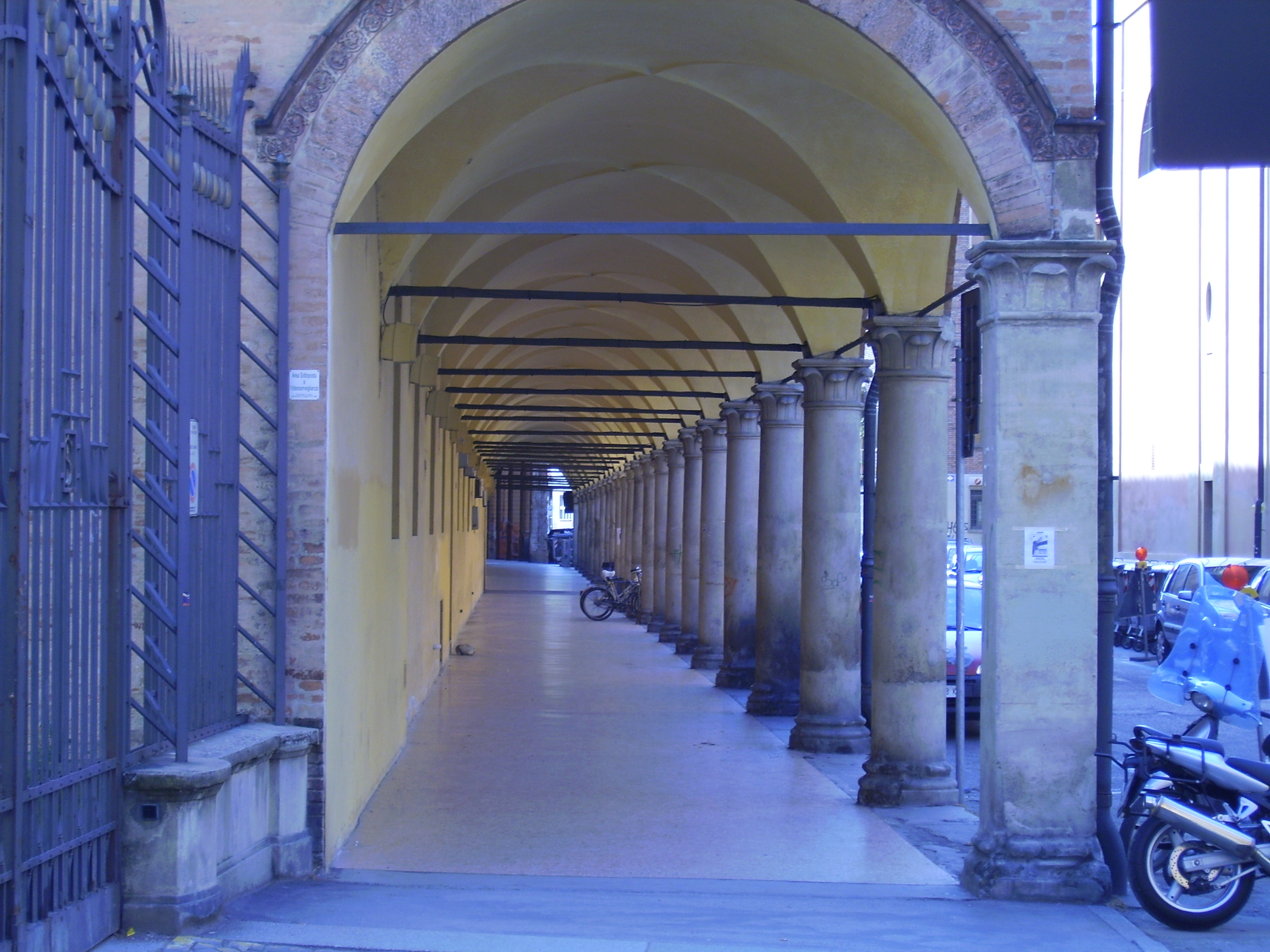
Universiteit van Bologna, hoofdgebouw

Fasòli groeide op in Bassano del Grappa in het koninkrijk Italië. In 1926 behaalde zij het diploma van licentiate geschiedenis aan de universiteit van Bologna. Het onderwerp van haar thesis was de juridische statuten van haar geboortestad Bassano del Grappa in de middeleeuwen. Zij was vele jaren assistente geschiedenis in Bologna. Zij legde zich toe op de middeleeuwse periode, meer bepaald op de onderwerpen feodale samenleving, de steden zoals onder meer Venetië en de Lombardische Liga.
In 1940 werd zij vrij docente in Bologna. Zij publiceerde haar thesis uit 1926. Haar onderzoeksdomein bewoog zich vervolgens naar de invallen van de Hongaren in West-Europa tijdens de middeleeuwen.
Na de val van het fascisme en het koningschap in Italië lukte het Fasòli om bevorderd te worden tot hoogleraar middeleeuwse geschiedenis (1950). Dit kon in Catania, Sicilië. Zij was de eerste vrouwelijke hoogleraar in middeleeuwse geschiedenis aan een Italiaanse universiteit. Zij verbreedde haar onderzoek tijdelijk naar de geschiedenis van Sicilië. 
Vanaf 1957 bekleedde Fasòli de leerstoel middeleeuwse geschiedenis in Bologna. Zij deed dit tot haar emeritaat in 1981.

## Enkele publicaties van haar
- Le incursioni ungare in Europa nel secolo 10º (1945)
- I re d'Italia (888-962) (1949)
- Mondo feudale europeo (in Storia Universale Vallardi, 1959)
- Introduzione al feudalesimo italiano (1959)
- Città e sovrani (1963)
- I Longobardi in Italia (1965)
- La città medievale italiana (1973)[3]